# 知春里站

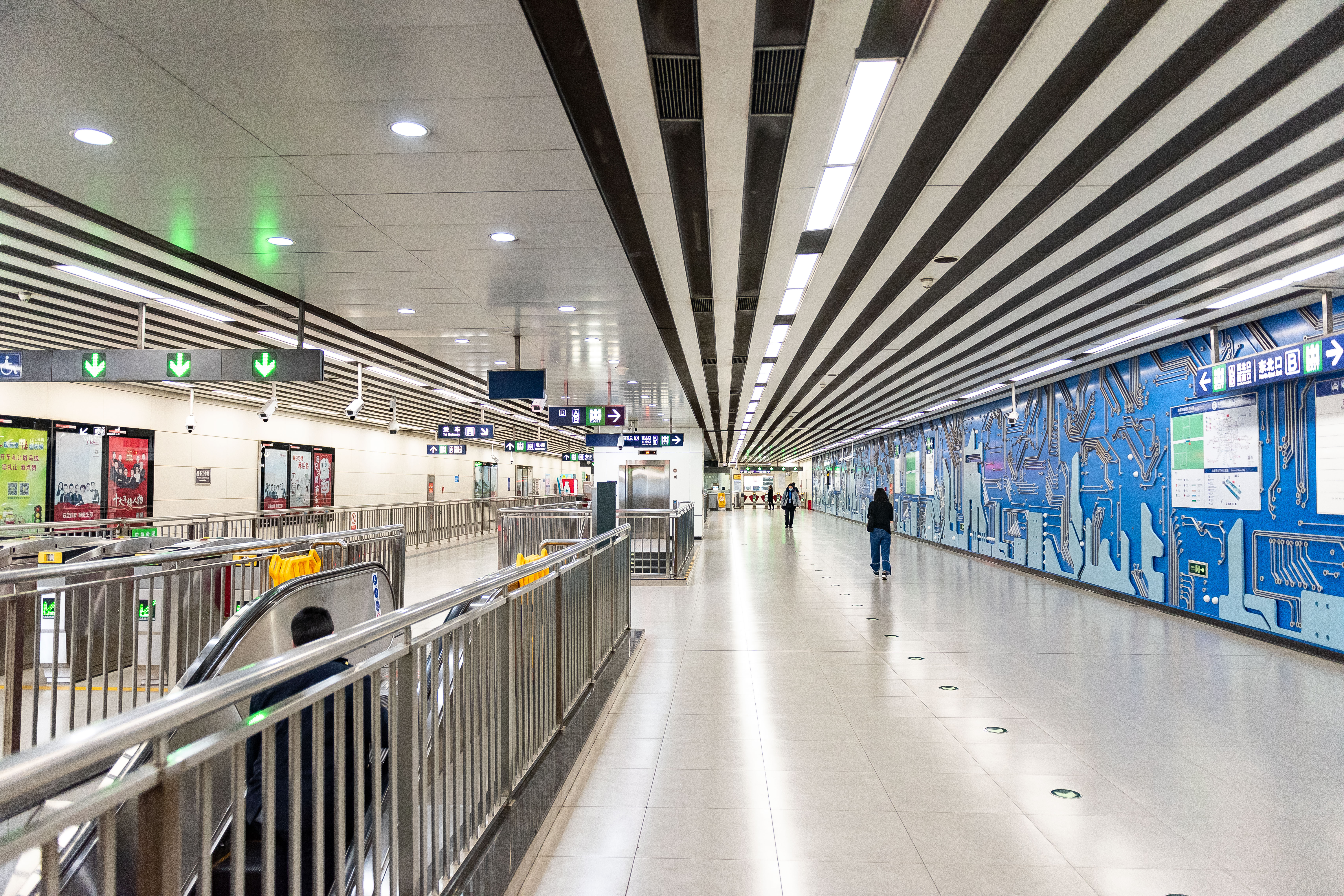
知春里站无柱整体式站厅（2021年5月摄）

知春里站是一个位于中国北京市海淀区中关村街道知春路，属于北京地铁10号线的地铁车站。该站工程名为“科南路”站，通车前更名为“知春里”站。

## 位置
知春里站位于知春路（东西走向）上，中关村南三街南口。以临近沿线的知春里居民社区而得名。

## 结构

### 车站楼层
知春里车站为地下二层车站，岛式站台设计，站内地下一层为无柱整体式站厅，为10号线唯一的无柱式站厅车站。
| 地面层          | 出入口                 | A-D出入口                                |
| 地下一层 站厅层 | 站厅                   | 票务服务、自动售票机、查询机、一卡通充值 |
| 地下二层 站台层 |                        | █ 10号线外环（海淀黄庄）                 |
| 地下二层 站台层 | 岛式站台，左侧开门     |                                          |
| 地下二层 站台层 | █ 10号线内环（知春路） |                                          |

### 出入口
知春里站拥有3个出入口：西北口 (A)、东北口 (B)、西南口 (D)。
|                       |                                  |                                    |      |            |
| 編號                  | 指示                             | 建議前往的目的地                   | 图片 | 无障碍设施 |
| 出口 · A              | 科学院南路、中关村南三街、知春路 |                                    |      | 不適用     |
| 出口 · B              | 知春路                           | 中国科学报社                       |      | 不適用     |
| 出口 · D · 升降机标志 | 科学院南路、知春路               | 知春东里、海淀区职业学校知春里校区 |      |            |
| 註： 設有             |                                  |                                    |      |            |

## 装饰
知春里车站内站厅层艺术墙壁有蓝色电路板形状装饰。表明了该站距离中关村较近的地理位置。

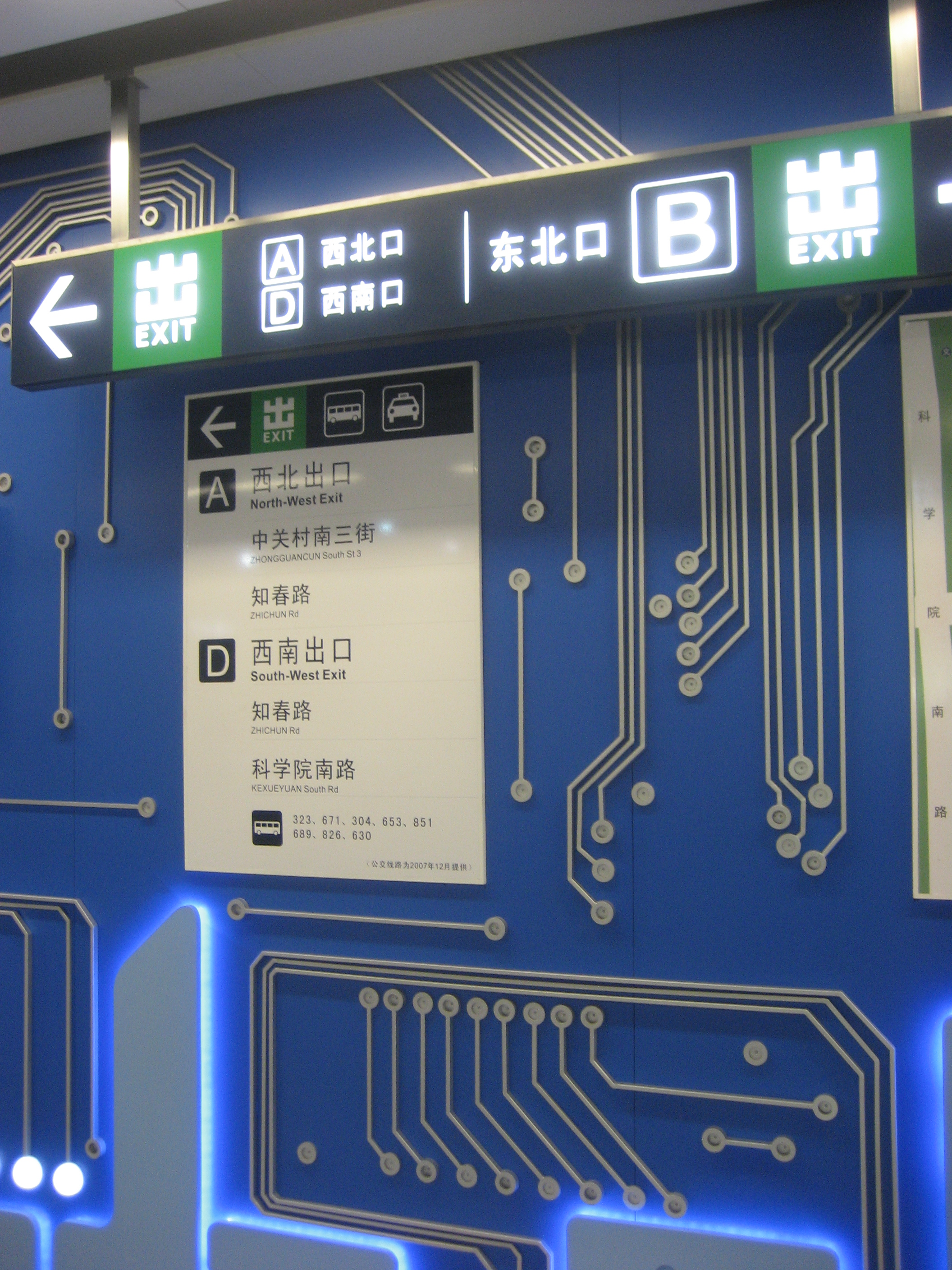
出入口指示牌，电路板装饰
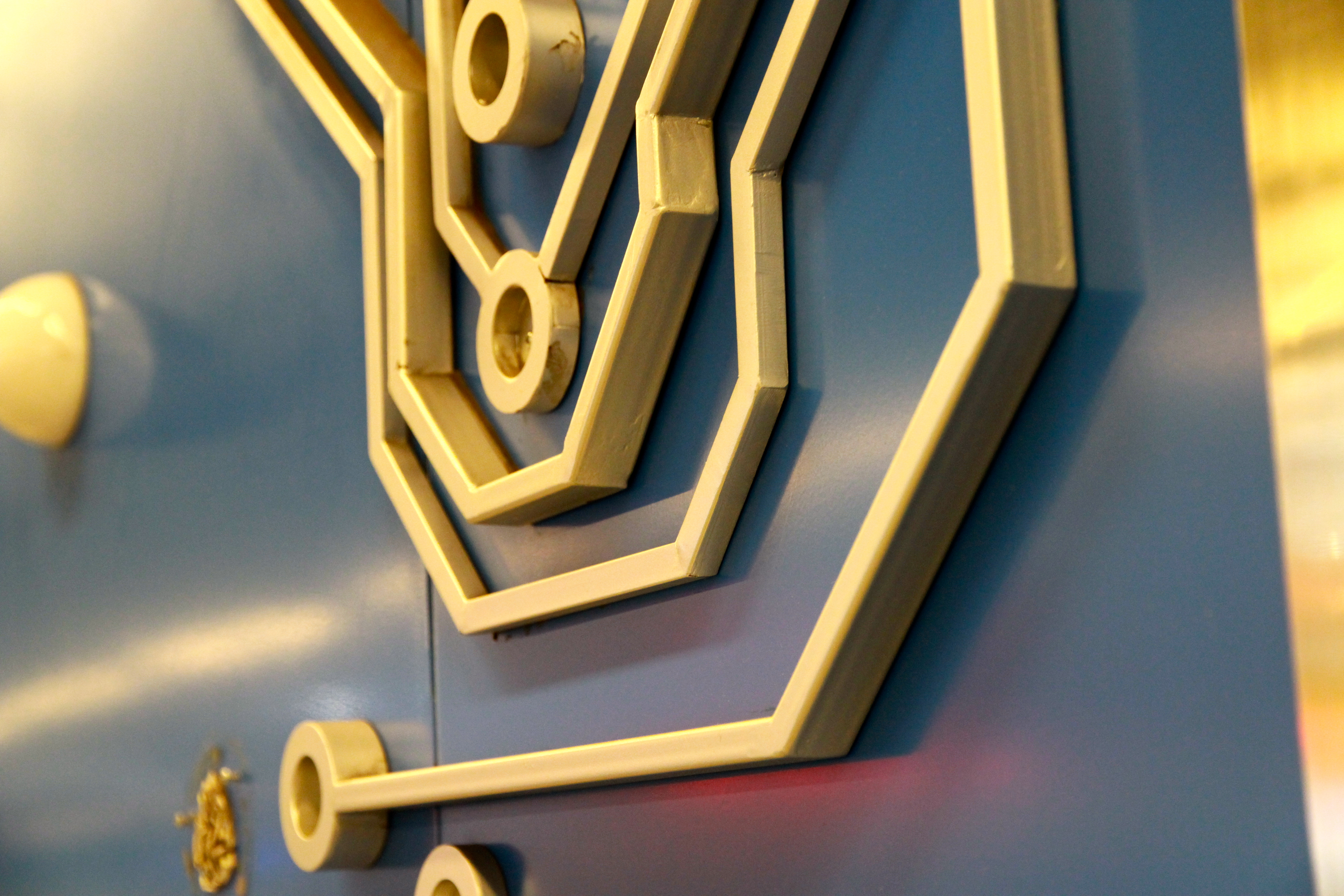
知春里站内的电路板形状装饰特写